# André Bernard
André Bernard (Chevrier, Haute-Savoie, Francia, 11 de abril de 1937) es un anarquista pacifista. Se desempeñó como electricista y luego como corrector de prensa y escritor. En lo doctrinario siempre fue un pacifista, y mientras cumplía su servicio militar y durante la guerra de Argelia, invocó la objeción de conciencia.

## Biografía
Aún siendo muy joven, tomó contacto en Burdeos con el movimiento libertario a través de relaciones anticlericales. Leía regularmente el semanario anticlerical La Calotte, y en su momento asistía a las conferencias de André Lorulot y Georges Las Vergnas. Frecuentó el grupo de Sébastien Faure de la Fédération anarchiste, donde se relacionó con los hermanos Paul y Aristide Lapeyre, así como con Joaquim Salamero y Jean Barrué.

## Refractario a la guerra de Argelia

Un fusil roto es el símbolo de la Internacional de Resistentes a la Guerra

El 1 de octubre de 1956, André Bernard se excusó de realizar la conscripción y de participar en la guerra de Argelia, y se declaró insumiso. Se exilió entonces en Suiza, donde precisamente André Bösiger estaba formando una red de apoyo a los refractarios, con ayuda del insumiso italiano Pietro Ferrua.
Así, Bernard se encuentra entre los fundadores del Centre International de Recherches sur l'Anarchisme en Lausanne, contribuyendo allí con la publicación Ravachol.
Es así como se liga al grupo Jeune Résistance (JR), a su vez asociado al Réseau Jeanson de apoyo a los independentistas argelinos, a quienes luego de algún tiempo dejó por desacuerdos, ya que era tan antimilitarista y no violento como anticolonialista.
En 1959 conoció a quien sería su compañera, Anita Ljungqvist, nacida el 4 de septiembre de 1939 en Suecia, y perteneciente a una familia obrera poco politizada. Fue así como Ljungqvist descubrió el anarquismo, la no violencia, y las luchas sociales.
La pareja entonces abandonó Suiza y se estableció en Bélgica, donde tomaron contacto con el belga Hem Day. Allí la pareja conoció a la organización Action civique non violente (ACNV).
Decididos entonces a entrar en Francia para luchar junto a la ACNV y oponiéndose a la guerra de Argelia, pasaron clandestinamente la frontera hacia fines de marzo de 1961. El 8 de mayo de 1961 André Bernard, habiendo dado aviso previo a las autoridades francesas respecto de su retorno, se encadenó frente al Arco de Triunfo de la Porte d’Aix, junto a seis otros militantes «solidarios» que adoptaron su propia identidad. Y el periódico Le Canard enchaîné señaló estos hechos bajo el título : «Nous sommes tous André Bernard». El 13 de ese mismo mes de mayo y después de haber sido plenamente identificado, el verdadero André Bernard fue encarcelado en la prisión de Baumettes y luego transferido a Burdeos, al fuerte de Hâ.
El 24 de mayo de 1961, en Burdeos, frente al tribunal militar, que ya lo había juzgado por contumacia, fue condenado a un año de prisión, con eventual beneficio de la suspensión de la pena, por «insumisión en tiempos de paz». Salió libre del tribunal, pero era esperado por militares, que lo arrestaron y llevaron directamente a un cuartel. En oportunidad de un segundo proceso, el 25 de octubre de ese mismo año, fue condenado a dieciocho meses de prisión con confusión de penas (o sea, con beneficio de absorción de las penas menos graves).
Liberado después de 21 meses de encarcelamiento, se encontró con Louis Lecoin que le manifestó su solidaridad. Seguidamente pasó a desempearse como corrector de imprenta, apadrinado por May Picqueray.

## Anarquismo y no violencia
En abril de 1965 y entre otros junto a Marianne Enckell, inició la revista Anarchisme et Non-Violence que adhiere en 1968 y en cuanto a publicación, a la llamada Internationale des résistants à la guerre (IRG).
Entre 1975 y 1977, participó activamente como corrector, en el conflicto del Le Parisien libéré.
Desde 1992 participó en la confección y maqueta de varias publicaciones del movimiento libertario: Les Temps maudits, Le combat syndicaliste (Confédération nationale du travail) y Le Monde libertaire, semanario de la Fédération anarchiste.
En 1997, pasó a ser miembro de Réfractions, revista de investigación y de expresión anarquista.
A partir del 2003, pasó a ser miembro de un colectivo de ex ACNV, destinado a dar a conocer las historias de los refractarios y sus acciones durante la guerra de Argelia. En el año 2005, este grupo publicó el libro Réfractaires à la guerre d’Algérie: 1959-1963, bajo el seudónimo colectivo de Erica Fraters.

## Obra
- Bibliographie de André Bernard (né à Chevrier, Haute-Savoie, le 11 avril 1937), sitio digital 'Ra.forum'.
- Textes liés à l'histoire et à la culture libertaire, Lyon, sitio digital 'Atelier de création libertaire'.
- Être anarchiste oblige!, sitio digital 'Réfractions', 19 de octubre de 2009.
- Chroniques de la désobéissance (et autres textes), sitio digital 'Autre futur'.
- Con Pierre Sommermeyer, Désobéissances libertaires: manières d'agir et autres façons de faire, Nada, 2014, ISBN 9791092457049 (a propósito del libro).

### Artículos
- Les auteurs du Monde libertaire: André Bernard.
- La presse anarchiste: articles en ligne.
- La colère anarchiste, Alternatives non-violentes, n° 158, mars 2011, lire en ligne.
- À propos de la revue Anarchisme et Non-Violence, Réfractions, n°5, printemps 2000, lire en ligne.
- Avec Jean-Marie Muller, Agir ensemble contre le pouvoir militaire?, S!lence, n°256, avril 2008, pp. 10-13, lire en ligne.